# 餓狼伝説
『餓狼伝説』（がろうでんせつ）は、1991年にエス・エヌ・ケイ（旧社）が発売した2D対戦型格闘ゲーム、およびそれを筆頭とする対戦型格闘ゲームのシリーズである。欧米でのタイトル表記は『Fatal Fury』。

## 概要
ネオジオでは初となる本格的な対戦格闘ゲーム。本作以前にエス・エヌ・ケイ製作の格闘アクションゲーム『ストリートスマート』（1989年）が存在し、それが原点となっている。開発にはカプコンからエス・エヌ・ケイに移籍し、かつ初代『ストリートファイター』のディレクターだった西山隆志とデザイナー兼プランナーだった松本裕司が主導の立場で参加している。そのため、『ストリートファイター』シリーズを模倣した他社の対戦型格闘ゲームの中でも、当作を始めとしたエス・エヌ・ケイの対戦型格闘ゲームは、正式にカプコンの対戦型格闘ゲームがルーツとなる。
「カプコンに『ストII』あればエス・エヌ・ケイに『餓狼』あり」と言われたように、1990年代の格闘ゲームブームの中心的存在の片翼であった。
ストーリーの傾向として、兄弟の絆や復讐をテーマとしている。
本作におけるキャラクターボイスは開発スタッフが兼任していたが、当時の社長がその演技に激怒したことから続編となる『餓狼伝説2』からは俳優・声優がキャラクターボイスを担当することとなった。
1992年には『バトルファイターズ 餓狼伝説』のタイトルでアニメ化され、1994年に劇場版『餓狼伝説 -THE MOTION PICTURE-』も公開された。それに先だって、1994年4月10日に東京・銀座の松竹セントラルで映画化記念イベントが開催され、声優の錦織一清、難波圭一や監督の大張正己のほか特別ゲストとして千葉麗子も招き、1200人のファンとともにトークセッションや予告編の上映、ゲーム大会が行われた。
2006年には、SNKプレイモアによりパチスロ化された（餓狼伝説 (パチスロ)を参照）。
2012年にソーシャルゲーム『SNKドリームバトル』、2013年にソーシャルゲーム『KOF×餓狼伝説』に作品が参加している。
2019年、同年11月より、『大乱闘スマッシュブラザーズSPECIAL』の有料DLCキャラクターとして、本作のキャラクターであるテリー・ボガードが出演。
2022年には『餓狼 MARK OF THE WOLVES』（1999年）以来となる餓狼伝説シリーズ最新作の開発が決定したことが報じられた。『餓狼伝説 City of the Wolves』のタイトルで、2025年に発売予定であると告知され、告知通り、2025年4月24日に発売された。

## シリーズタイトル一覧
- 餓狼伝説 宿命の闘い
- 餓狼伝説2 新たなる闘い
  - 熱闘餓狼伝説2 あらたなるたたかい
- 餓狼伝説SPECIAL
- 餓狼伝説3 遥かなる闘い
- REAL BOUT 餓狼伝説
- REAL BOUT 餓狼伝説SPECIAL
  - 熱闘リアルバウト餓狼伝説スペシャル
  - REAL BOUT 餓狼伝説SPECIAL DOMINATED MIND
- REAL BOUT 餓狼伝説2 THE NEWCOMERS
  - 餓狼伝説 FIRST CONTACT
- 餓狼伝説 WILD AMBITION
- 餓狼 MARK OF THE WOLVES
- 餓狼伝説 City of the Wolves[6]

## 餓狼伝説（初代）

### ゲーム内容
1991年11月25日登場。正式タイトルは『餓狼伝説 宿命の闘い』。8方向レバーとパンチ・キック・投げの3ボタンで構成されている。本作の特徴として、フィールドが手前と奥の2ライン存在することが挙げられる。後の作品では任意に移動可能で戦略にも影響するが、本作ではCPUのみ任意に移動可能。プレイヤーはライン移動した相手を追いかけたときや相手に吹き飛ばされた時のみ別ラインに移動できる。
必殺技は他の格闘ゲーム同様、キャラクター1人につき複数用意されているが、インストラクションカードにはその内の突進技1つずつ（バーンナックル、斬影拳、スラッシュキック）しか記載されておらず、ボーナスステージ後に使用キャラクターに対応したコマンドが1つずつ公開される。コマンドはボーナスステージを経ずとも、プレイヤーが知っていれば最初から使用可能。必殺技の威力は高いが、コマンド入力がシビアだった。
本作のみ、2人プレイの場合は協力プレイとなり、CPUと2対1で戦い、倒した後プレイヤー同士で対戦する（勝った方がそのままストーリーモードを継続）。
多くの格闘ゲームと同様、2本先取した者が勝者となる。引き分けが続き10ラウンド目まで持ち込んだ場合、両者が1本ずつ取った状態で「FINAL ROUND」となる。ただし、この「FINAL ROUND」でも引き分けとなった場合、対CPU戦ではプレイヤーの負け扱い、対人戦では両者ゲームオーバーとなる（対人戦の場合は「DRAW GAME」表示のあとすぐにゲームオーバー画面となり、コンティニューはできない）。
CPU戦では使用キャラクターを選んだ後にマイケル、ダック、タン、リチャードの4人から最初の相手を選択する。5人目からの敵キャラクターの出現順は固定されており、ホア、ライデン、ビリー、ギースの順番で戦う。試合後にはギースのリアクションが中間デモとして表示され、2人倒すごとにボーナスステージとして腕相撲ゲームが行われる。
欧米版では必殺技のコマンドが大幅に変更されている。ゲーム中で公開されない初期技のコマンドは以下の通り。
- テリー[バーンナックル]：変更無し
- アンディ[斬影拳]：左・右＋パンチ
- ジョー[スラッシュキック]：下・左下・左＋キック

### 登場キャラクター

#### プレイヤーキャラクター
テリー・ボガード（Terry Bogard）
主人公。ギースに暗殺されたジェフ・ボガードの息子。唯一シリーズ全作に登場する。また『ザ・キング・オブ・ファイターズ』（以下『KOF』と表記）のすべての作品で登場する。
アンディ・ボガード（Andy Bogard）
テリーの弟。日本に渡って骨法を学んだ達人。開発当初は彼の方が兄になる予定だった。
東丈（Joe Higashi）
「嵐を呼ぶ男」の異名を持つ日本国籍のムエタイチャンプ。中間デモではギースから「ハリケーンアッパーのジョー」と呼ばれている。

#### CPU専用キャラクター
マイケル・マックス（Michael Max）
竜巻を起こす技「トルネードアッパー」を使いこなすプロボクサー。『餓狼伝説スペシャル』（以下『餓狼SP』）のアクセル・ホークのエンディングにて、トレーナーを務めている。
ジャンプができないが、それを補って余りある攻撃力と、長いリーチの技を持つ。飛び道具の「トルネードアッパー」は、本作の全ての飛び道具の中でも屈指の性能を誇る。ボタン連打で出せるSFC版だけの必殺技「テンペストラッシュ」の威力は、ビリーの「集点連破棍」を上回る。メガドライブ版のみジャンプが可能。
ダック・キング（Duck King）
マーシャルアーツを使うモヒカン頭の青年。昔、テリーと喧嘩して負けたことから、勝利するために彼を追いかけて、あらゆる格闘技大会に出場している。ネオジオ版の説明書では「リズミカルな骨法使い」と誤表記されている。なお彼のトレードマークであるヒヨコは『餓狼SP』からの登場で、この時には出てきていない。
タン・フー・ルー（Tung Fu Rue）
ジェフとギースの師匠。テリーの師匠でもある。
一定のダメージを与えると、気の力によって筋骨隆々の大男の姿に変身し、各技の攻撃判定が大きくなる。ダメージがさらに一定値を超えると元に戻る。
『バトルファイターズ 餓狼伝説』と細井雄二の漫画版では本作で死亡している。
リチャード・マイヤ（Richard Myer）
サウスタウンにある“パオパオカフェ”のオーナーにして、カポエラの使い手。カポエラを普及させるために参加する。大会後はテリーたちと友人になり、以後の作品でもテリーのエンディングに顔を出したりする。『餓狼伝説』本編では再登場を果たせなかったが、後に『KOF MAXIMUM IMPACT』の二作目で復活する。
彼のステージでは歌が流れる。
ホア・ジャイ（Hwa Jai）
準々決勝戦の対戦相手で、1番目の中ボス。ギース配下のムエタイ戦士。かつてジョーにムエタイの試合で敗れたことが原因で、暴力事件を起こしてムエタイ界を追放され、ギースに拾われる。以後の『餓狼伝説』シリーズでは更生して、ジョーのセコンドを務めている。『KOF XIII』で使用キャラクターとして再登場する。
一定のダメージを受けると背景から酒が投げられてくる。ホアが酒を受け取り、飲み干すと、体が赤く変色してパワーアップする。CPU戦では、この状態になると必殺技を出してくる。「ドラゴンキック」は、ジョーの「タイガーキック」をより強化した突進技で、突進速度・威力ともに優れる。
ライデン（Raiden）
準決勝戦の対戦相手で、2番目の中ボス。ギース配下の悪役レスラー。かつては人気正統派レスラーだったが、タッグパートナーの裏切りにより所属団体を追放されて人間不信に陥っていたところをギースに拾われる。以後の『餓狼伝説』シリーズ本編ではギースと決別して、正統派レスラービッグベアとして登場する。SNKのプロレスゲーム『ファイヤースープレックス』には彼と縁のあるキャラクターが登場している。
通常技をはじめ、攻撃力の高さは群を抜いており、投げ技の威力は驚異的。
ビリー・カーン（Billy Kane）
決勝戦の対戦相手で、最後の中ボス。ギースの側近の棒術使い。
「旋風棍」で棒を飛ばすなどして棒を失うと、画面奥から棒が投げ入れられるまでの間、怯えるように腰を屈めて身を守るだけになる。SFC版だけの必殺技である、ボタン連打で出す「集点連破棍」は、相手の体力を削る量が多い。この技は後に『リアルバウト餓狼伝説スペシャル』や『KOF』シリーズでも採用された。
ギース・ハワード（Geese Howard）
最終ボス。サウスタウンを牛耳る男。高性能の飛び道具「烈風拳」と、あらゆる技を受け止めて投げる「当て身投げ」を会得している。

### 移植版
※SNKプレイモアは2016年にSNK（新社）へ社名変更。
| No. | タイトル                                                                      | 発売日                                    | 対応機種                                                 | 開発元                              | 発売元             | メディア                              | 型式                     | 備考                                   |
| --- | ----------------------------------------------------------------------------- | ----------------------------------------- | -------------------------------------------------------- | ----------------------------------- | ------------------ | ------------------------------------- | ------------------------ | -------------------------------------- |
| 1   | 餓狼伝説 宿命の闘い Fatal Fury: King of Fighters                              | 1991年12月20日                            | ネオジオ                                                 | SNK                                 | SNK                | 55メガビットロムカセット              | NGH-033                  |                                        |
| 2   | 餓狼伝説 宿命の闘い Fatal Fury: King of Fighters                              | 1992年11月27日 1993年4月 1993年           | スーパーファミコン                                       | ノバ                                | タカラ             | 12メガビットロムカセット              | SHVC-GN SNS-GN-USA       |                                        |
| 3   | Fatal Fury: King of Fighters 餓狼伝説 宿命の闘い Fatal Fury: King of Fighters | 1993年2月 1993年4月23日 1993年5月         | メガドライブ                                             | ガイブレイン タカラ アスペクト      | タカラ セガ        | 12メガビットロムカセット              | 2025年8月6日 G-4100 1083 |                                        |
| 4   | 餓狼伝説 宿命の闘い                                                           | 1993年7月23日                             | X68000                                                   | 魔法                                | 魔法               | フロッピーディスク                    | HDX-5001                 |                                        |
| 5   | 餓狼伝説 宿命の闘い Fatal Fury: King of Fighters                              | 1994年9月9日                              | ネオジオCD                                               | SNK                                 | SNK                | CD-ROM                                | NGCD-033                 |                                        |
| 6   | NEOGEO オンラインコレクション 餓狼伝説 バトルアーカイブズ1                    | 2006年7月20日                             | PlayStation 2                                            | SNKプレイモア                       | SNKプレイモア      | DVD-ROM                               | SLPS-25664               | MVS版およびネオジオ版の移植            |
| 7   | 餓狼伝説 宿命の闘い Fatal Fury: King of Fighters                              | 2007年9月18日 2007年10月5日 2007年10月8日 | Wii                                                      | SNKプレイモア                       | D4エンタープライズ | ダウンロード （バーチャルコンソール） | -                        | ネオジオ版の移植                       |
| 8   | SNK Arcade Classics Vol.1                                                     | 2008年4月29日 2008年9月20日 2009年5月21日 | PlayStation 2 PlayStation Portable                       | Terminal Reality エーディーケイ SNK | SNKプレイモア      | PS2:DVD-ROM PSP:UMD                   | -                        | MVS版の移植、日本国内ではPSP版のみ発売 |
| 9   | SNK Arcade Classics Vol.1                                                     | 2008年7月22日 2008年11月28日              | Wii                                                      | Terminal Reality エーディーケイ SNK | SNKプレイモア      | Wii用光ディスク                       | RVL-P-RNCE RVL-P-RJZP    | MVS版の移植                            |
| 10  | Fatal Fury: King of Fighters 餓狼伝説 宿命の闘い                              | 2010年12月21日 2010年12月22日             | PlayStation 3 PlayStation Portable (PlayStation Network) | M2                                  | SNKプレイモア      | ダウンロード （ネオジオステーション） | -                        | ネオジオ版の移植                       |
| 11  | 餓狼伝説 宿命の闘い                                                           | 2011年4月19日                             | Windows                                                  | SNKプレイモア                       | D4エンタープライズ | ダウンロード （プロジェクトEGG）      | -                        | ネオジオ版の移植                       |
| 12  | Fatal Fury: King of Fighters                                                  | 2012年10月16日                            | Windows                                                  | SNKプレイモア                       | D4エンタープライズ | ダウンロード （プロジェクトEGG）      | -                        | ネオジオ版の移植                       |
| 13  | 餓狼伝説 宿命の闘い Fatal Fury: King of Fighters                              | 2016年12月15日 2017年1月12日              | PlayStation 4 (PlayStation Network)                      | SNK                                 | ハムスター         | ダウンロード （アケアカNEOGEO）       | -                        | MVS版の移植                            |
| 14  | 餓狼伝説 宿命の闘い INT Fatal Fury: King of Fighters                          | INT 2017年3月23日                         | Xbox One                                                 | SNK                                 | ハムスター         | ダウンロード （アケアカNEOGEO）       | -                        | MVS版の移植                            |
| 15  | 餓狼伝説 宿命の闘い INT Fatal Fury: King of Fighters                          | INT 2017年4月20日                         | Nintendo Switch                                          | SNK                                 | ハムスター         | ダウンロード （アケアカNEOGEO）       | -                        | MVS版の移植                            |
| 16  | 餓狼伝説 宿命の闘い INT Fatal Fury: King of Fighters                          | INT 2017年12月15日                        | Windows                                                  | SNK                                 | ハムスター         | ダウンロード （アケアカNEOGEO）       | -                        | MVS版の移植                            |
| 17  | 餓狼伝説 宿命の闘い INT Fatal Fury: King of Fighters                          | INT 2022年3月10日                         | iOS Android                                              | SNK                                 | ハムスター         | ダウンロード （アケアカNEOGEO）       | -                        | MVS版の移植                            |
| 18  | アケアカNEOGEO セレクション Vol.3                                             | 2025年4月10日                             | Nintendo Switch                                          | ハムスター                          | SNK                | Switch用ゲームカード                  | -                        | MVS版の移植 収録ソフトの一つ           |

家庭用ネオジオ(AES)版
Multi Video Systemと基板の仕様が同一であるため、家庭用ゲーム機向けにクレジットのシステムやオプションが修正されている点と、オープニングのBGMが変更されている以外についてはMVS版と同じである。容量は55メガ。
スーパーファミコン版
ソフトの容量とハードの性質上の都合で2ラインが削除されて1ライン制になった。また、オープニングデモと2人協力モードも廃止された。グラフィックはキャラクターが縮小されており、容量の制約上アニメーションパターンもアーケード版より少ない。単純なコマンドを入力しても技が出ないなど操作性は非常に悪く、BGMも一度に再生できる効果音が少ないため攻撃を喰らった側の音声だけが流れる仕様となっている。CPUの挙動がアーケード版と違うのも特徴。難易度はオプション画面で8段階からの選択が可能。レベル1 - 3をクリアしてもメッセージとスタッフロールが流れるだけとなる。総合的に見れば移植失敗作と言える。
BGMは1ラウンドことにリセットされる。また、VS画面のBGMがギース戦前のBGM（ギースの部下に連れて行かれるところ）に差し替えられている。こちらのギース戦前は優勝シーンのBGMがずっと流れる。
ネオジオ版ではボーナスステージが腕相撲マシーンとの勝負だったが、こちらでは砂浜で左右から飛んでくるタイヤを打ち返すものに変更されている。敵キャラクターが対人戦モードの2P側でのみで使え、独自のオリジナル技も追加されている。1P側で敵キャラクターを使うことはできないが、主人公3人については同キャラクター対戦が可能。容量は12メガビット。
メガドライブ版
すでにアーケードなどで『餓狼伝説2』（以下『餓狼2』）が稼動していた頃の発売で、内容に若干の変化が加えられている。2人協力モードとボーナスステージは廃止され、ホア・ジャイとビリー・カーンの2人が各ステージと共に削除されている。削られた2人の代わりに途中で2回、乱入という形でテリー、アンディ、ジョーの内、選択中のキャラクター以外の2人と対戦することになり、対COM戦のステージ数自体はネオジオと同じである。グラフィックの色数がハードの性質上SFC版やネオジオ版より少なく簡素で、キャラクターも縮小されている。こちらもBGMは1ラウンドごとにリセットされる。対戦モードでは1P・2Pとも敵キャラクターが使え、SFC版とは異なる独自のオリジナル技が追加されており、同キャラクター対戦も可能。また、CPUしか行えなかった任意のライン移動をプレイヤー側も使用できるように変更されている。容量は12メガ。
X68000版
オープニングデモを始めとする各種デモ画面、腕相撲のボーナスステージや協力プレイなどが再現されている。内容はネオジオ版準拠の移植だが、同キャラクター対戦が可能になっており（2P側の配色はすでに発表されていた『餓狼2』に準拠）、ライジングタックルなどの一部の必殺技も『餓狼2』に近い性能に変更されていたりと若干のアレンジがされている。
ネオジオCD版
ネオジオ版とほとんど同じ内容。他の作品に比べ読み込み時間が長いが、起動時に一括ロードを行ったあとは電源を切らない限りロードが発生しない。
PlayStation 2版
NEOGEO オンラインコレクションの第5弾『餓狼伝説 バトルアーカイブズ1』の収録タイトルの一つとして移植。PS2版専用の追加要素を除き、アーケード版のほぼ完全な移植となっている。光ディスクメディアのDVD-ROMを採用しているPS2の特性上ロード時間が発生するが、約数秒ほどで読み込めるようになっている上、メインメニューに戻るとき以外はロードは発生しないようになっている。
Wii版
Wiiのバーチャルコンソール向けの配信。家庭用ネオジオ版をそのまま再現しているため、開始以降はロードも発生しない。必要ブロック数は79前後。
PlayStation Portable版
ダウンロード版は2009年8月17日に発売。
ネオジオ作品を16タイトル収録した『SNK Arcade Classics Vol.1』に収録。内容はMVS版とほぼ同じ。
PlayStation 3/PSP版
PlayStation Network向けサービス「ネオジオステーション」による配信。内容はMVS版とほぼ同じ。
Windows版
PC向けゲームソフト配信サービスプロジェクトEGGにてNEOGEOタイトル配信第一弾として『KOF'94』とともに配信された。内容は家庭用ネオジオ版をそのまま再現。
後に2012年10月16日に本作の英語版販売タイトルである『FATAL FURY』も配信され、内容は言文が英語以外は内容は前述と同じ。
後にアケアカNEOGEOの1作品としても配信。MVS版を配信。
PlayStation 4版
アケアカNEOGEOの1作品として配信。MVS版を配信。
Xbox One版
アケアカNEOGEOの1作品として配信。MVS版を配信。
Nintendo Switch版
アケアカNEOGEOの1作品として配信。MVS版を配信。

### スタッフ
- プロデューサー：川崎英吉
- ディレクター：西山隆志
- 企画：TSUKAMICHI（塚本高史）、DERU DERU（伊東正剛）
- キャラクター・デザイン：PONSUKE、TSUKAKINGYO、DERU DERU（伊東正剛）、MORIYAN、SOMATOREENO、LUCKY OKKIY、BOKO PYON、SOE SOE!
- キャラクター・バックアップ：KAKAREE SAKITA（さきたこういち）、KAMA KAMA、KIMURYAER（きむらたけし）、WADARIAN、BATAYAN、TABUI CHANG、OCHIAI SHUNIN、TAKEPY、SIMACHANG
- プログラマー：YAMATAN、KURA
- プログラム・バックアップ：KONCHANG、NAKAMUURA
- サウンド：KONNY（西田和弘）、YOKOCHANG（おさかようこ）、MURAISAN、TARKUN（田中敬一）、TATE&BUNNYBOYS、松本裕司、MICHAEL BEARD、GOODAM KAKREE
- ゲーム・アシスタント：MIYAGAMI T.100、S.AKUTAGAWA、TOME、POPYU NATHU 3、TAROU、MUKAI
- スペシャル・サンクス：1ST OPERATION STAFF、ALL SNK STAFF

### 評価
アーケード版
ゲーム誌『ゲーメスト』の企画「第6回ゲーメスト大賞」（1992年度）において、大賞10位、ベストアクション賞7位、ベストVGM賞8位、年間ヒットゲーム4位、プレイヤー人気4位、ベストキャラクター賞では「テリー・ボガード」が13位を獲得した。
スーパーファミコン版
ゲーム誌『ファミコン通信』の「クロスレビュー」では合計24点（満40点）、『ファミリーコンピュータMagazine』の読者投票による「ゲーム通信簿」での評価は以下の通りとなっており、21.07点（満30点）となっている。この得点はスーパーファミコン全ソフトの中で130位（323本中、1993年時点）となっている。
| 項目 | キャラクタ | 音楽 | 操作性 | 熱中度 | お買得度 | オリジナリティ | 総合  |
| 得点 | 3.88       | 3.58 | 3.32   | 3.77   | 3.23     | 3.29           | 21.07 |

メガドライブ版
ゲーム誌『ファミコン通信』の「クロスレビュー」では、6・7・6・5の合計24点（満40点）、『メガドライブFAN』の読者投票による「ゲーム通信簿」での評価は以下の通りとなっており、23.1点（満30点）となっている。また、同雑誌1993年7月号特別付録の「メガドライブ&ゲームギア オールカタログ'93」では、「登場するキャラクタは2人減ったものの、完全移植に近い出来ばえ」、「派手な必殺技がバンバン出せるのが楽しい」と紹介されている。
| 項目 | キャラクタ | 音楽 | お買得度 | 操作性 | 熱中度 | オリジナリティ | 総合 |
| 得点 | 4.1        | 3.6  | 3.7      | 4.0    | 4.2    | 3.5            | 23.1 |

## 漫画
餓狼伝説 新たなる闘い（『ゲーメスト』版）
雲緒霞（原作）・LEO ADVER（作画）著。全1巻（絶版）。オリジナルキャラクターのメディア・クメール（ヒロイン）とスラッシュ・ローゼンマイヤー（事件の黒幕）が登場し、初代『餓狼伝説』の後日談としてオリジナルストーリーが展開されている。この作品にはサイボーグ化したギースが登場するが、彼は前述のスラッシュの配下でしかなかった。
『ゲーメスト』での連載には『餓狼2』のプロモーション的な側面もあり、テリーのコスチューム（ジャンパー）は当初『餓狼伝説』に準じたものだったのがギースとの戦いで袖を破られてベスト状になったり、スラッシュとの戦いにおいて（未完成の）超必殺技・パワーゲイザーを繰り出したりと、『餓狼2』で表現された要素に繋がる描写も盛り込まれている。
SNK公式ストーリー 餓狼伝説2（『ゲーメスト』版）
MONDO.恵著。全2巻（絶版）。SNK監修による公式ストーリーであり、『餓狼2』のストーリーをなぞって『餓狼伝説3』に繋がる内容となっている。
餓狼伝説SPECIAL（『ゲーメスト』版）
TAMON（原作）・MONDO.恵（作画）著。全1巻（絶版）。こちらは『餓狼SP』のストーリーをなぞっている。
餓狼伝説（『コミックボンボン』版）
細井雄二著。ゲームシリーズの推移に伴い『餓狼伝説2』と『餓狼伝説3』も連載された。
『餓狼伝説』と『餓狼伝説2』はタカラ発売のSFC版『餓狼伝説』シリーズを、『餓狼伝説3』はAC版を原作としている。
基本的なストーリーは原作をなぞっているが、漫画オリジナルの技・設定・展開も多い。また『サムライスピリッツ』の覇王丸、服部半蔵、ガルフォード、ナコルルの子孫らと共闘する展開も描かれているが、この話は担当編集者がSNKに許可を取らずに案を出したことから、後に抗議が来ることになり単行本未収録となった。
単行本は『餓狼伝説』全2巻、『餓狼伝説2』全4巻、『餓狼伝説3』全2巻（いずれも絶版）。雑誌掲載時の原稿の描き直しや、『ボンボン』増刊号掲載のエピソードを本誌掲載分と繋げるためのストーリー変更などが若干存在する。
餓狼伝説 戦慄の魔王街（『コミックボンボン』増刊号版）
石川賢著。テリー・アンディ・ジョー・不知火舞・ビッグベアの5人が、中国の奥地で武帝王の復活を企むギースや百鬼衆と対決するというオリジナルストーリー。本作においては上記の6人の他はジェフとタンが回想で登場したのみで、それ以外の原作キャラクターは登場しない。ギースの配下や民間人などは全て漫画オリジナルキャラクターとなっている。
単行本は全2巻。後に大都社からも全1巻で復刻された（いずれも絶版）。
餓狼伝説スペシャル（『月刊コロコロコミック』版）
山下高弘著。『餓狼SP』に登場するキャラクターたちの4コマギャグ漫画。
題材となった『餓狼SP』に登場するキャラクターの内、ビリー・カーン、アクセル・ホーク、ローレンス・ブラッド、チン・シンザン、タン・フー・ルーの5人は登場しない。
餓狼伝説3（リイド社版）
関口シュン著。『餓狼伝説3』の内容をなぞった内容。単行本はSPコミックスより全1巻（絶版）。
ギース・ハワード外伝（『ゲーメスト』版）
天獅子悦也著。シリーズを代表する悪役・ギースが、いかにしてサウスタウンで成り上がっていったのかを描く。
単行本は『ギース・ハワード外伝』と『闇のギース』の2冊が出版された（復刊ドットコムにより、電子書籍で2025年に復刊）。

### 漫画オリジナルキャラクター
メディア・クメール
『新たなる闘い』に登場。同作のヒロイン。『餓狼2』のテリーのエンディングにゲスト出演しているが、『餓狼SP』のエンディングでは別のキャラクターに差し替えられている。
スラッシュ・ローゼンマイヤー
『新たなる闘い』に登場。同作の最後の敵。
シェリー
『新たなる闘い』に登場。メディアがイース・ヴィレッジに住んでいた頃の友人で、ギースのファン。
赤面（レッドマスク）
細井雄二版『餓狼伝説』に登場。ギース親衛隊の殺人部隊長であり、赤い仮面を被っている巨漢。大剣を武器とする。
リヒャルト・シュトロハイム
細井雄二版『餓狼伝説2』に登場。クラウザーの実の息子であり、故人。容姿はアンディに酷似している。
ロブ
細井雄二版『餓狼伝説3』に登場。食堂を経営している。警察官だった頃、同僚をハリーに殺された過去を持つ。
ジミー
細井雄二版『餓狼伝説3』に登場。ロブと一緒に過ごしている少年で、スティーブの息子。ロブから聞かされたテリー・ボガードに憧れている。
チビ
細井雄二版『餓狼伝説3』に登場。ジミーの飼っている犬。ジミーを守るためハリーの手下に飛びかかるも、返り討ちにされ死亡した。
スティーブ
細井雄二版『餓狼伝説3』に登場。故人。ロブの警察官時代の同僚だったが、ハリーに惨殺された。
ハリー
細井雄二版『餓狼伝説3』に登場。街を牛耳る無法者の集団「マッドドッグ団」のリーダー。
呂 仁丹（ろ じんたん）
『戦慄の魔王街』に登場。ギースによって魔王街に集められた民間人の少年。
自雷坊（じらいぼう）
『戦慄の魔王街』に登場。ギースの側近で、幻覚の使い手。
ホム・チャック
『戦慄の魔王街』に登場。ムエタイの超ヘビー級チャンピオン。
馬頭竜（ばとうりゅう）
『戦慄の魔王街』に登場。人間を武器として使用する技を使う巨漢。
リュオ・ヒムラー
『戦慄の魔王街』に登場。魔王街第四竜工場区の工場長で、身体をサイボーグに改造している。
鬼竜幽心（きりゅう ゆうしん）
『戦慄の魔王街』に登場。古くより武帝王に仕える百鬼衆の総帥であり、熱波を操る。
乱雀（らんじゃく）
『戦慄の魔王街』に登場。百鬼衆の一員。
狂獣豪（きょうじゅうごう）
『戦慄の魔王街』に登場。百鬼衆の一員。
武帝王（ぶていおう）
『戦慄の魔王街』に登場。次元の狭間を彷徨う悪霊のエネルギーを取り込んでいる。
3000年間眠りについていたが、ギースが復活の儀式を行ったことによって復活した。
孤島の鬼
『ギース・ハワード外伝』に登場。鬼哭岳特別刑務所に収監されている殺人犯。
70歳を超える老齢でありながら、強力な殺気を操ることで素手で人間の頭を吹き飛ばすほどの力を持ち、その圧倒的な力から刑務所を私物化し実質的な日本国お抱えの殺し屋として活動していた。
ジュリア反町
『闇のギース』に登場。山崎竜二を慕っていた女性。

## パチスロ・パチンコ
パチスロ
- 餓狼伝説（2006年、SNKプレイモア）
- 餓狼伝説Special（2008年、SNKプレイモア）
- 餓狼伝説☆双撃（2012年、SNKプレイモア）
- 餓狼伝説PREMIUM（2014年、SNKプレイモア）

パチンコ
- CR餓狼伝説☆双撃（2012年、大一商会）

## サウンドトラック
- 餓狼伝説 / LAST RESORT
  - 1992年5月21日にサイトロン1500シリーズのサウンドトラックとしてポニーキャニオンより発売された。